# Hemicladus decoratus
Hemicladus decoratus là một loài bọ cánh cứng trong họ Cerambycidae.